# Maison Amstenrath
La maison Amstenrath est un château entouré de douves à Eynatten, un quartier de la commune de Raeren dans la partie germanophone de la Belgique. Construit par un membre de la famille von Eynatten, il passe d'abord à la famille von Reuschenberg via un héritier, puis à la famille von Harff, avant que la propriété ne revienne à Arnold Huyn von Amstenrath en 1647. Il fait construire un nouveau château, qui changea encore de mains par d'autres héritiers avant que la famille von Franssen zu Cortenbach n'en devienne propriétaire en 1817. La maison Amstenrath appartient encore aujourd'hui à ses descendants.
L'ensemble est un bien protégé depuis le 3 juin 1987 classé au patrimoine immobilier de la communauté germanophone de Belgique. Le château est une propriété privée et ne se visite pas. À seulement environ 200 mètres au sud-ouest, se trouve la maison Vlatten.

## Historique

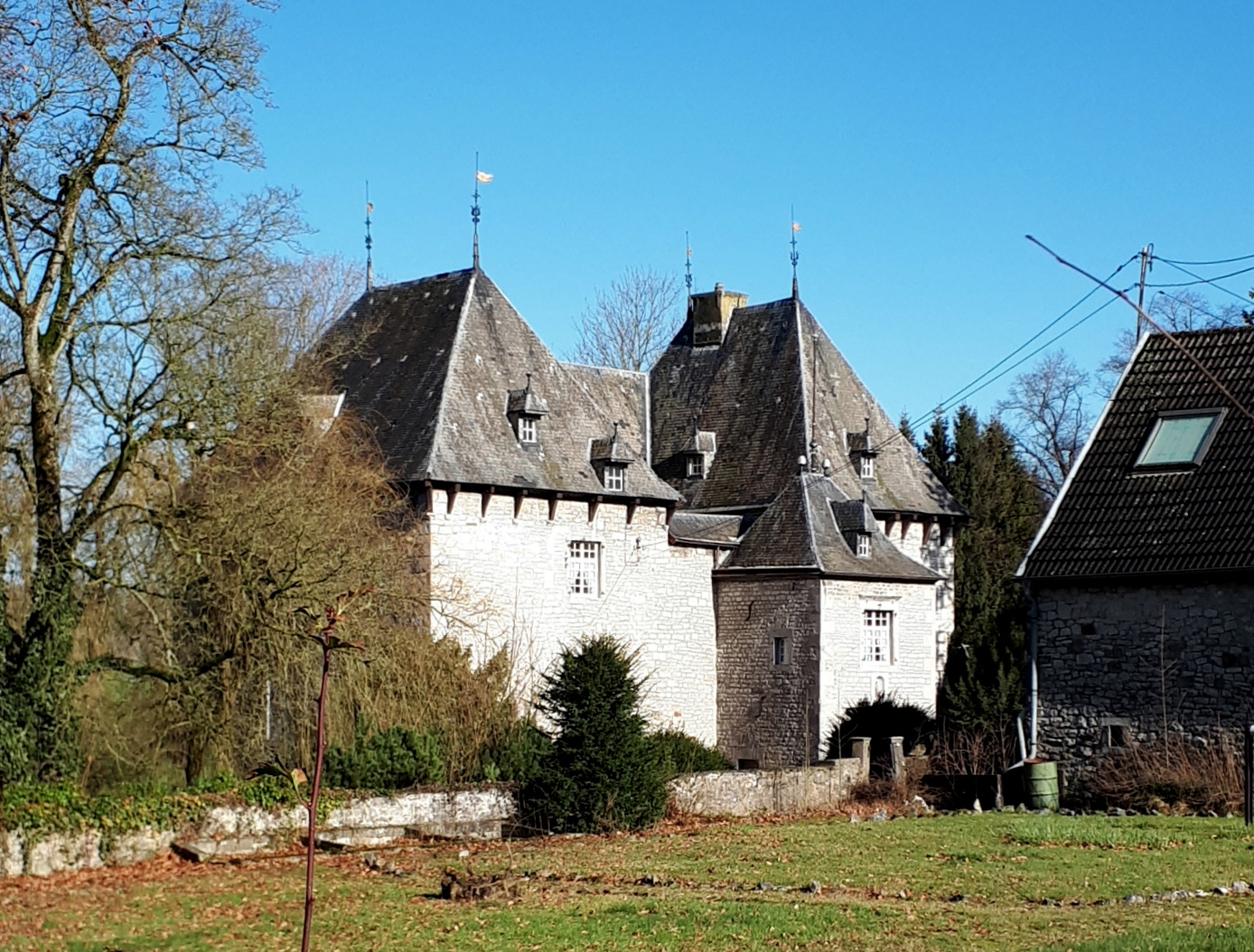
Maison Amstenrath, vue arrière

L'histoire de la maison Amstenrath est intimement liée à celle du de la maison Vlatten situé à proximité, car les deux propriétés appartenaient autrefois à la famille von Eynatten. Les frères Peter et Johann von Eynatten se sont partagés le domaine familial. Dans la seconde moitié du 14ème siècle, Johann, fils homonyme de Peter, fait ériger un manoir fortifié à l'emplacement actuel du château, tandis que Peter fait construire la maison Vlatten peu de temps après. Pour différencier les deux domaines, le manoir de Johann était appelé "Kleines Haus" (petite maison), tandis que le Vlattenhaus était connu sous le nom de "Großes Haus" (grande maison). En 1398, Johann von Eynatten épouse Johanna von Neuburg, héritière du château Neubourg et de la seigneurie de Gulpen dans le duché de Limbourg. 
En 1431, Amstenrath appartient à Colyn Beissel qui vend le château à Jacob von Rabottrad. Dès 1447, il apparteient à Martin von der Heyden, qui le cède à Arnold von Benssenraede. Sa fille l'apporte par mariage à son mari Johann von Binsfeld. En 1501, les enfants du couple vendent la maison, alors appelée Bestenraedter Hof, à Servatius (également Vaes) von Eynatten, forestier du duché de Limbourg et petit-fils du constructeur. En 1508, il fait remplacer la bâtisse par un nouveau bâtiment qu'il lègue à son fils Johann Nikolaus. Sa fille et héritière Agnès épouse Jakob von Reuschenberg, faisant passer le domaine à sa famille. Le château prit alors le nom de "Reuschenberger Haus".
Par héritage, le domaine passe à la famille von Harff. Après avoir été reçu en héritage par Gotthard von Harff en 1599, il le cède en 1611 à son beau-frère Frambach von Gulpen en guise de dot pour sa sœur Anna. Le mariage d'Anna n'ayant pas eu d'enfant, le château revint aux enfants encore mineurs de son frère. Leurs tuteurs le cédèrent en 1647 à un oncle maternel, Arnold Huyn von Amstenrath, pour apurer des dettes impayées. Il fait rénover le domaine et lui donne ainsi son aspect actuel. Depuis lors, il est connu sous le nom de "Haus Amstenrath". Après qu'Arnold eut également acquis les droits seigneuriaux sur Eynatten et Hauset en 1651, ceux-ci sont élevés au rang de seigneurie distincte, c'est pourquoi la désignation de "Herrenhaus" (manoir) est également courante pour le Haus Amstenrath.
Par héritage, le domaine passe en 1663 à la fille d'Arnold, Clara Anna, et à son mari Gerhard van Dieden Malatesta, capitaine de cavalerie au service de l'Espagne. Ils hypothèquent le château en échange d'un prêt accordé par un membre de la famille van den Bergh. Le droit de gage passe par héritage à Anna Maria van den Bergh, épouse de la comtesse de Limburg-Stirum et Bronkhorst, dont la fille Anna Bernhardine épouse le baron Philipp Wilhelm von Hoensbroech et apporte le droit de gage en mariage.
Son mari fait valoir le droit de gage auprès de Johann Arnold von Dieden Malatesta, seigneur du château depuis 1667, mais celui-ci ne peut le rembourser. Philipp Wilhelm von Hoensbroech fait donc saisir la maison Amstenrath avec ses 232 morgen (environ 93 hectares) de terres en 1701 pour le faire vendre. La plainte des frères et sœurs von Dieden Malatesta contre cette procédure devant la cour féodale de Bruxelles fut rejetée et la propriété est attribuée à la famille Hoensbroech. Pour sauver la maison Amstenrath, les frères et sœurs empruntent de l'argent au marchand d'Aix-la-Chapelle Nikolaus Moeren, qui finit par acquérir le domaine auprès d'eux en 1704.
Après la mort de Moerens en 1709, Amstenrath passe à sa fille Johanna, qui a épousé le bourgmestre d'Aix-la-Chapelle Johann Kaspar Deltour en 1687. Il fut investi du château en 1712. Le couple transforme l'ensemble selon le goût de l'époque. Il reçoit notamment de nouvelles fenêtres et l'actuel pont d'accès. Les intérieurs sont réaménagés avec des plafonds en stuc inspirés de modèles français. En 1733, le fils Johann Caspar hérite du domaine, qui passe à son frère cadet Johann Jakob Joseph après sa mort en 1743. Son héritière est sa cousine Anna Maria Theresa, qui a épousé Nikolaus Leonhard Charlier en 1746 et lui a apporté la maison Amstenrath. Les Charliers accumulèrent des dettes importantes et durent vendre le domaine en 1780 ou 1785 sur décision de justice.
Le nouveau propriétaire est le marchand de drap et bourgmestre d'Eupen, Arnold Roemer Lambertz, qui posséde également la maison Vlatten. Après sa mort en 1788, sa fille Maria Sibylle hérite du domaine et le légue à son mari Andreas Joseph Franssen, bourgmestre d'Eynatten, avant son propre décès le 10 mars 1817. La propriété appartient toujours aux descendants de sa famille, qui porte aujourd'hui le nom de Franssen von Cortenbach. À la mort d'André Joseph Hubert Robert Franssen von Cortenbach en 1946, la maison passe à sa veuve Marie Tychon et à leurs enfants communs. Par arrêté du 3 juin 1987, elle est classée monument historique avec effet rétroactif au 1er janvier 1985.

## Description

Plan schématique du site de l'installation

La maison Amstenrath est un ensemble composé de deux parties : une basse-cour et un manoir situé au nord-ouest de celle-ci. Les bâtiments sont entourés d'un parc paysager dans lequel se trouve une croix gothique datant de 1584.
La basse-cour à trois ailes est constituée de bâtiments agricoles en pierre de schiste bleu, qui ont été fortement modifiés au XIXe siècle et entourent une cour pavée de pierres de taille. Deux granges sont datées de 1826 et 1829 par des ancres murales. Les toits en bâtière des ailes de la basse-cour sont recouverts de tuiles. Aux angles sud et est se trouvaient autrefois des tours carrées, dont il ne subsiste aujourd'hui que les souches.
Le manoir est situé sur une île carrée. Les douves qui l'entourent sont élargies en un étang de château sur la face arrière ouest. Le bâtiment, avec ses pierres d'angle, était à l'origine une construction en pierre de taille à trois ailes, dont le côté est ouvert a été ultérieurement fermé par un mur élevé. Les deux étages du manoir sont coiffés de toits en croupe recouverts d'ardoises et surmontés de girouettes. Au XVIIe siècle, Arnold Huyn von Amstenrath construit un porche devant le mur est, accessible par un pont-levis enjambant les douves en provenance du sud-est. Ce pont est aujourd'hui remplacé par un pont de pierre à trois arches. L'entrée en arc plein cintre du porche présente une corniche profilée au-dessus du linteau. Au-dessus se trouve une niche avec l'inscription "w sub tuum Praesidium" et une petite statuette.
Le porche mène à une cour intérieure rectangulaire étroite qui donne accès aux trois ailes du bâtiment. Au-dessus d'une des entrées en arc plein cintre avec encadrement en pierre de taille se trouve le blason en pierre d'Arnold Huyn von Amstenrath. Les façades côté cour, contrairement au reste du bâtiment, sont en colombage enduit.

### Biographie
- Karl Emerich Krämer: Burgen in und um Aachen. 1. Auflage. Mercator, Duisburg 1984,  (ISBN 3874631133), S. 66–69.
- Alfred Minke: Burgen, Schlösser und ein „Quartier“ im Herzogtum Limburg. In: Verkehrsverein Eynatten (Hrsg.): 800 Jahre Eynatten. Beiträge zur Dorfgeschichte. Band 1. Eynatten 2013, S. 13–17.
- Fabrice Müllender: Adel – Wappen – Burgen. In: Verkehrsverein Eynatten (Hrsg.): 800 Jahre Eynatten. Beiträge zur Dorfgeschichte. Band 1. Eynatten 2013, S. 50–51.
- Manfred Nimax: Burgen, Schlösser, Herrensitze in Ostbelgien. 3. Auflage. Nimax, Aachen 2010,  (ISBN 9783000202971), S. 14–20.
- Guy Poswick: Les Délices du Limbourg. Selbstverlag, Verviers 1951, S. 307–312 (Digitalisat).
- Heribert Reiners: Die Kunstdenkmäler von Eupen-Malmedy. Pädagogischer Verlag Schwann, Düsseldorf 1982,  (ISBN 3590321172), S. 115–118.
- Verwaltung der Deutschsprachigen Gemeinschaft (Hrsg.): Raeren (= Denkmälerverzeichnis. Band 8). Verwaltung der Deutschsprachigen Gemeinschaft, Eupen 1990, S. 315–318.
- Christian Quix: Beiträge zu einer historisch-topographischen Beschreibung des Kreises Eupen, nebst einem Anhange: Die ehem. Herrschaft Mesch. Mayer, Aachen 1837, S. 175–180 (Digitalisat).
- Burgen und Festungen in der Euregio Maas-Rhein. Eine touristische Entdeckungsreise. GEV, Eupen 2002,  (ISBN 9054331593), S. 162.